# Velykonovosilský rajón
Velykonovosilský rajón (ukrajinsky Великоновосілківський район) byl rajón v Doněcké oblasti na Ukrajině. Hlavním městem byla Velyka Novosilka a rajón měl přibližně 38 tisíc obyvatel. Rozloha rajónu byla 1,9 tisíc km². Rajón byl založen 7. března 1923. Od roku 2020 se území stalo součástí Volnovašského rajónu.

## Sídla v rajónu
- Velyka Novosilka